# Slana (Petrinja)
Slana je naselje u Republici Hrvatskoj, u sastavu Grada Petrinja, Sisačko-moslavačka županija. 

## Zemljopisni položaj
Slana se nalazi nešto više od 10 - ak kilometara od Petrinje. U Slani je ušće rijeke Gline.

## Stanovništvo
Prema popisu stanovništva iz 2001. godine, naselje je imalo 130 stanovnika te 49 obiteljskih kućanstava.
| broj stanovnika | 424   | 613   | 588   | 704   | 787   | 692   | 592   | 608   | 530   | 513   | 481   | 383   | 331   | 276   | 130   | 92    | 54    |
|                 | 1857. | 1869. | 1880. | 1890. | 1900. | 1910. | 1921. | 1931. | 1948. | 1953. | 1961. | 1971. | 1981. | 1991. | 2001. | 2011. | 2021. |